# 4-es busz (Sárvár)
A sárvári 4-es jelzésű autóbusz az Autóbusz-állomás és az Ikervári út megállóhelyek között közlekedik a Vasútállomás érintésével. A vonalat a Vasi Volán Zrt. üzemelteti.
Autóbusz-állomás - Laktanya utca - Soproni utca - Selyemgyár utca - Hunyadi János utca - Batthyány utca - Vásártér - Sársziget utca - Ikervári utca - Ikervári út
| Megállóhely neve |
| ---------------- |
| Autóbusz-állomás |
| Vasútállomás     |
| Szolgáltatóház   |
| Bőrdíszmű        |
| Ikervári út      |

A vonal forgalmát a 6780 Sárvár - Csénye/Ikervár helyközi gyűjtőmezőben közlekedő autóbuszok látják el.